# ترگو سکوئیس
شهر ترگو سکوئیس (به رومانیایی: Târgu Secuiesc) در شهرستان کوواسنا در کشور رومانی واقع شده‌است. جمعیت این شهر ۲۲٬۲۵۱ نفر  است.

## نگارخانه

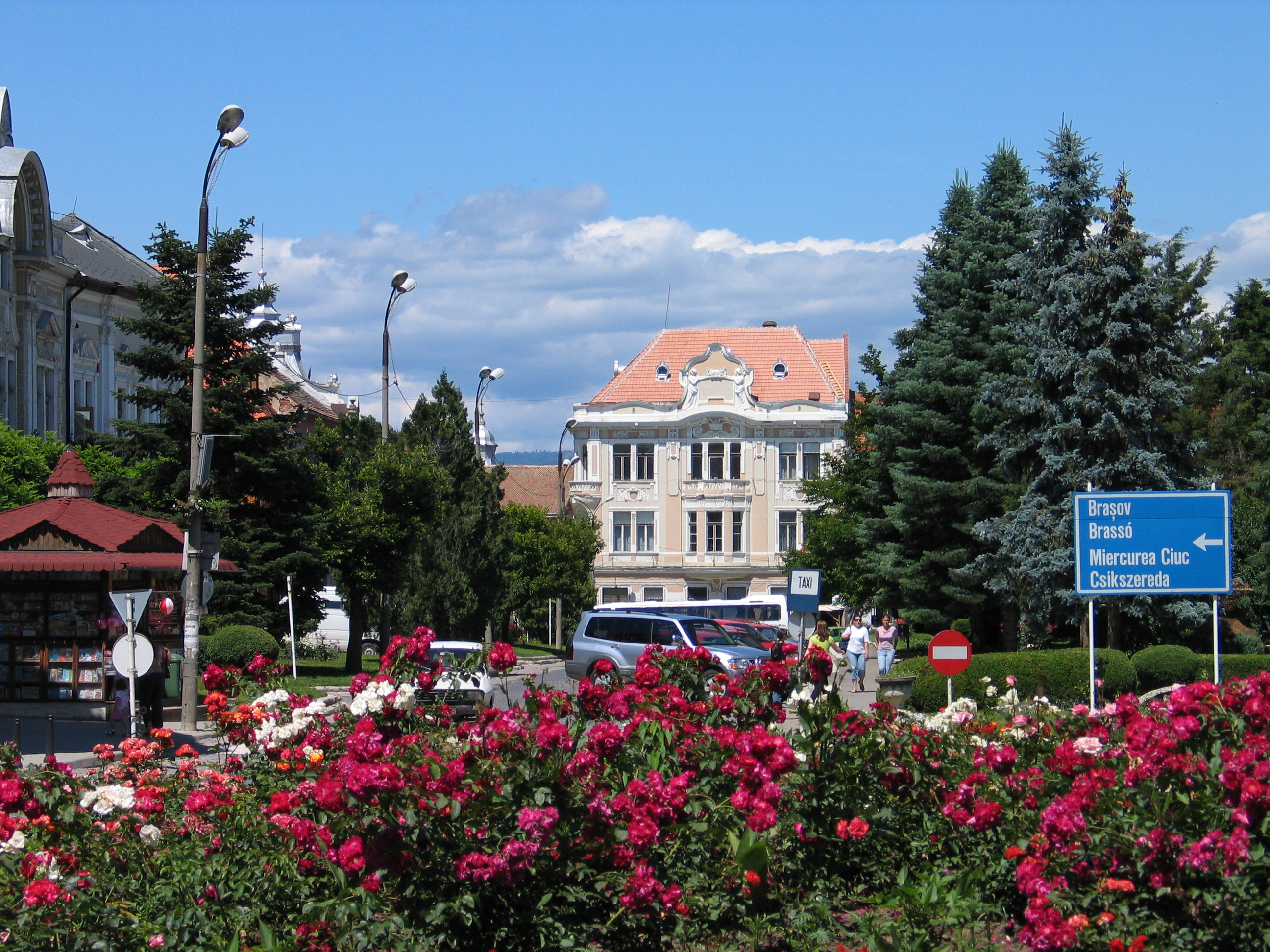
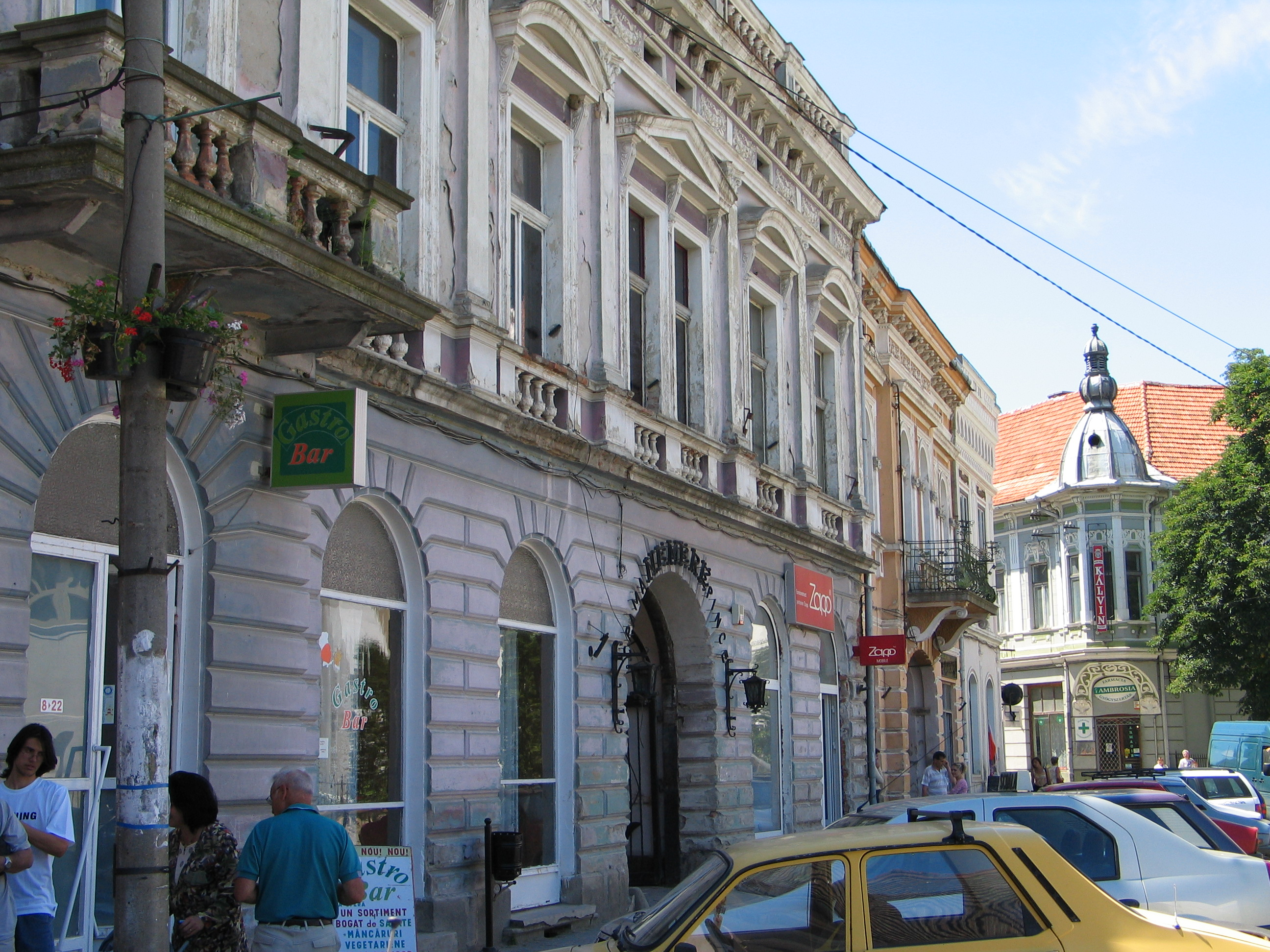
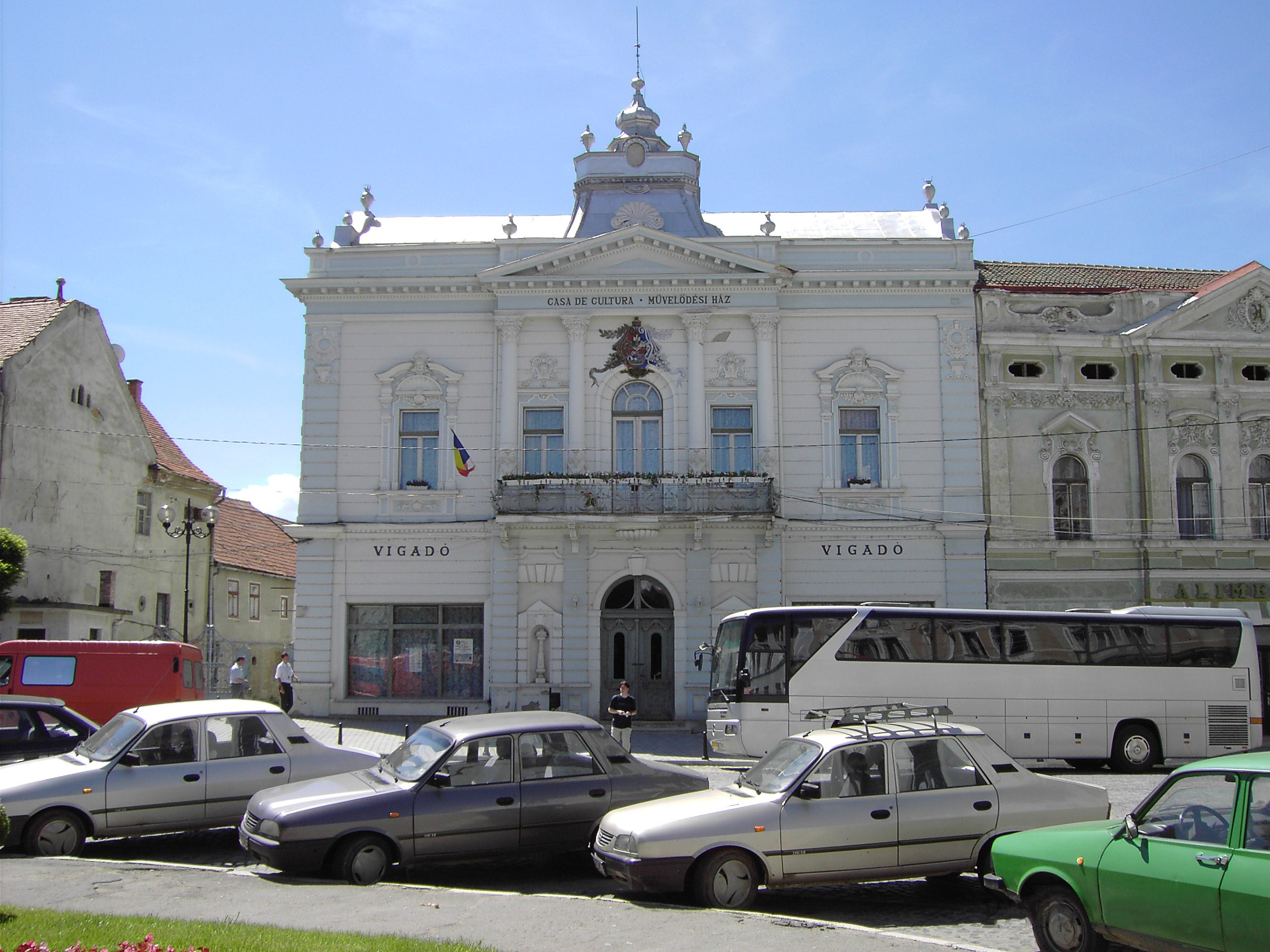